# Dhalsim
Dhalsim (ダルシム Darushimu) là một nhân vật trò chơi điện tử của Capcom trong loạt trò chơi đối kháng nổi tiếng Street Fighter. Dhalsim có quốc tịch Ấn Độ. Dhalsim xuất hiện lần đầu tiên trong trò chơi Street Fighter II với vai trò là một trong 8 nhân vật chính. Ông là một người thuộc chủ nghĩa hòa bình tham dự cuộc đấu nhằm lấy tiền đem về cho ngôi làng của mình. Trong phần kết của mình, Dhalsim giành chiến thắng trong giải đấu và trở về cùng con voi Kodal của mình. Tuyệt chiêu của Dhalsim là cú đá có thể kéo dài chân của mình.

## Thiết kế
Dhalsim được miêu tả là người da đen không có con ngươi trong mắt mình, mặc một chiếc quần ngắn màu vàng và quấn vải màu vàng ở cổ tay và cổ chân. Ông có 3 vạch kẻ màu đỏ trên đầu. Trong loạt Street Fighter Alpha, ông mang một chiếc khăn xếp.
Yoga là phong cách chiến đấu của Dhalsim, ông có thể vươn dài tay, chân, bụng và thậm chí là cổ với một độ dài không tưởng để tấn công đối phương. Ông đồng thời cũng dùng những đòn đánh bằng lửa, chẳng hạn như Đám cháy Yoga (Yoga Fire), Ngọn lửa Yoga (Yoga Flame) và Luồng gió Yoga (Yoga Blast). Những đòn đặc biệt của ông trong Street Fighter EX, những phiên bản hợp tác và loạt Alpha là Địa ngục Yoga (Yoga Inferno).
Dhalsim có một kỹ năng dịch chuyển tức thời với cái tên Dịch chuyển tức thời Yoga (Yoga Teleport). Trong Street Fighter IV, ông có Đòn Siêu Liên hoàn (Ultra Combo) là Thảm họa Yoga (Yoga Catastrophe), trông tương tự như đòn Địa ngục Yoga nhưng sức công phá mạnh hơn và tốc độ chậm hơn.

## Xuất hiện

### Các trò chơi
Dhalsim xuất hiện lần đầu trong Street Fighter II với vai trò là một trong 8 nhân vật chính. Gần đây nhân vật này còn xuất hiện trong Street Fighter IV và Super Street Fighter IV.
Ông còn xuất hiện trong loạt Street Fighter EX và các trò chơi hợp tác như X-Men vs. Street Fighter, Marvel Super Heroes vs. Street Fighter, Marvel vs. Capcom 2, Capcom vs. SNK, Capcom vs. SNK 2 và SNK vs. Capcom: SVC Chaos.

### Khác
Dhalsim xuất hiện trong anime Street Fighter II: The Animated Movie, loạt chương trình TV của Nhật là Street Fighter II V, ngoài ra, ông còn có mặt trong truyện tranh UDON Comic.

## Đón nhận
Bài báo tháng 2 năm 1992 của tạp chí Gamest của Nhật xếp Dhalsim ở vị trí thứ 5 trong Danh sách Nhân vật tốt nhất năm 1991.
IGN xếp ông ở vị trí thứ 8 trong "Top 25 nhân vật Street Fighter" của họ. Nhân vật này còn đứng thứ 14 trong bài viết "Top 20 nhân vật Street Fighter của mọi thời đại và cũng có mặt trong top 25 "nhân vật hói đầu" của GameDaily.
Cuốn sách Game Design Perspectives nhấn mạnh Dhalsim là một ví dụ của một "nhân vật báo thù" trong trò chơi điện tử, rất khó để điều khiển nhưng có thể xem là một trong những nhân vật mạnh nhất trong trò chơi.